# Kovachich-kúria (Bácsalmás)
A Kovachich-kúria a Bács-Kiskun vármegyei Bácsalmáson található. Jelenleg a római katolikus egyház által üzemeltetett gyermekotthon található a falai közt.

## Története
A dalmát származású Kovachich család régi nemesi család. 1604-ben Rudolf király megerősítette nemességüket. Innentől kezdve használták a radodnicsi és perlekovicsi előneveket. 1803-ban I. Ferenc királytól Kovachich Ferenc fiai (Ferenc, György és Antal) Almáson birtokot kaptak édesapjuk a határőrvidéken végzett szolgálatainak elismeréseképpen, egyúttal jogot kaptak az almási előnév használatára. Ők emelték a század elején a klasszicizáló kúriát. A XX. század elején, egy átalakítást követően, a Magyar Királyi Járásbíróság kapta meg az épületet, majd a II. világháború után a Bácsalmási Járási Bíróság működött a falai közt. 1962-ben átalakították az épületet, díszítéseit feltehetően ekkor verték le, melynek eredménye a ma látható puritán külső. Azóta gyermekotthon üzemel benne. Az otthont jelenleg a római katolikus egyház Szent Ágota Gyermekvédelmi Szolgáltató intézménye működteti.

## Felépítése
Eredetileg téglalap alaprajzú épület főhomlokzata 3+3+3+1 osztású lehetett, melynek közepén a fal síkjából éppen csak jelzésszerűen enyhén előreugró timpanonos rizalit volt látható. A timpanon mezejét valószínűleg címer díszíthette, bár az archív felvételeken nem lehet egyértelműen kivenni. A rizalit két szélén és az ablakok között egy-egy féloszlop, az ablakok felett egy-egy dombormű volt. Az épület jobb oldalán feltehetően újabb építésű szakasz található, melyből nyúlik hátra az épület egyértelműen később épült oldalszárnya. A mellékutcai (bal) oldalon is található egy újabb hozzáépítés. Az udvari homlokzatról eredeti állapotáról nem maradt fent hiteles forrás.